# Pomacanthus
Pomacanthus là một chi cá biển thuộc họ Cá bướm gai. Các loài thuộc chi này được tìm thấy ở cả ba đại dương là Ấn Độ Dương, Thái Bình Dương và Đại Tây Dương.

## Phạm vi phân bố

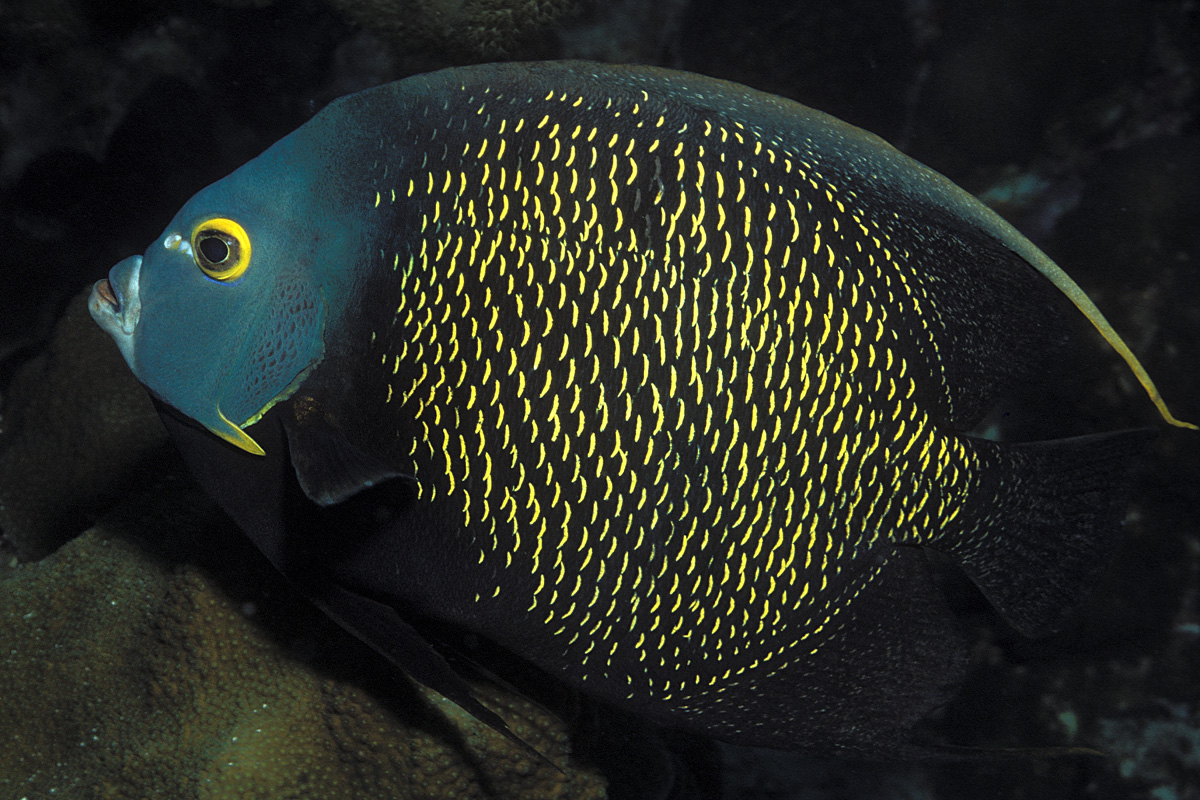
P. paru

Đa số các loài trong chi này có phạm vi phân bố trải dài trên khắp khu vực Ấn Độ Dương - Thái Bình Dương, chỉ có P. zonipectus là có mặt ở Đông Thái Bình Dương, còn P. arcuatus và P. paru là hai loài bản địa của Tây Đại Tây Dương.
Tuy nhiên, có 6 trong số các loài bản địa của khu vực Ấn–Thái Dương lại được tìm thấy ở ngoài khơi bờ biển Florida (Hoa Kỳ), đó là P. annularis, P. asfur, P. imperator, P. maculosus, P. semicirculatus và P. xanthometopon. Pomacanthus bao gồm những loài có hoa văn và màu sắc sặc sỡ nên rất được ưa chuộng để nuôi làm cá cảnh. Vì vậy, nhiều khả năng là do sự phóng thích từ các bể cá đã khiến cho những loài này xuất hiện tại Đại Tây Dương.
Ngoài ra, theo dòng kênh đào Suez, P. imperator và P. maculosus đã tiến xa về vùng biển phía bắc, khi cả hai loài đều được ghi nhận là có mặt tại Địa Trung Hải.

## Các loài

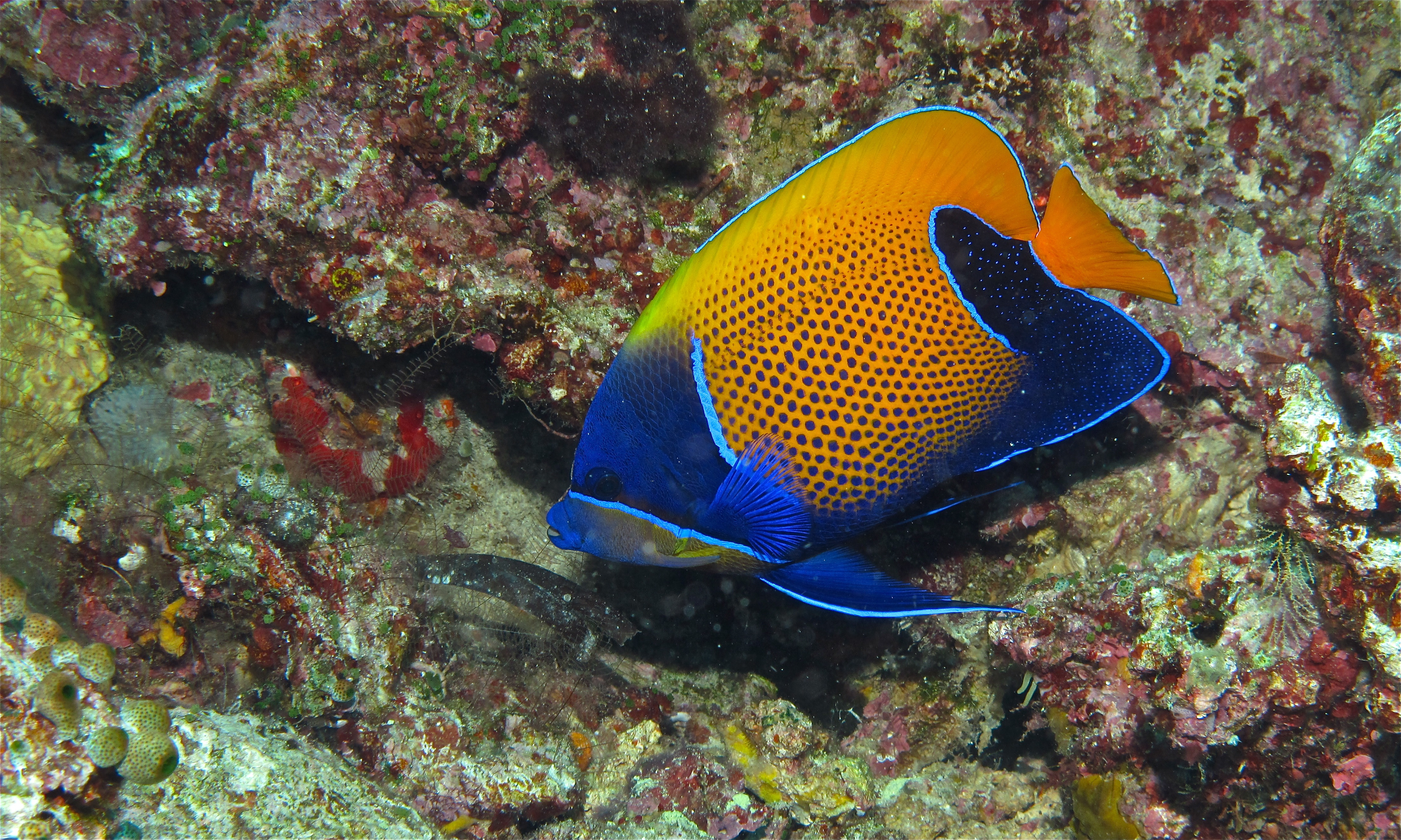
P. navarchus

Có 13 loài được công nhận là hợp lệ trong chi này, được xếp thành 4 phân chi, bao gồm:

#### Phân chiAcanthochaetodon[7]
- Pomacanthus annularis (Bloch, 1787)
- Pomacanthus chrysurus (Cuvier, 1831)
- Pomacanthus imperator (Bloch, 1787)
- Pomacanthus rhomboides (Gilchrist & Thompson, 1908)

#### Phân chiArusetta[8]
- Pomacanthus asfur (Forsskål, 1775)
- Pomacanthus maculosus (Forsskål, 1775)
- Pomacanthus semicirculatus (Cuvier, 1831)

#### Phân chiEuxiphipops[9]
- Pomacanthus navarchus (Cuvier, 1831)
- Pomacanthus sexstriatus (Cuvier, 1831)
- Pomacanthus xanthometopon (Bleeker, 1853)

#### Phân chiPomacanthus[10]
- Pomacanthus arcuatus (Linnaeus, 1758)
- Pomacanthus paru (Bloch, 1787)
- Pomacanthus zonipectus (Gill, 1862)

## Hình thái học
Cá con và cá trưởng thành của tất cả các loài Pomacanthus đều có kiểu màu khác biệt nhau hoàn toàn. Ngoại trừ cá con của Pomacanthus có màu đen với các dải sọc màu vàng (P. zonipectus còn có thêm các sọc mảnh màu xanh óng), cá con của 3 phân chi còn lại đều có màu cơ thể là xanh lam thẫm với các dải sọc màu trắng và xanh óng, riêng cá con P. asfur và P. maculosus có thêm một vệt vàng ở hai bên thân.

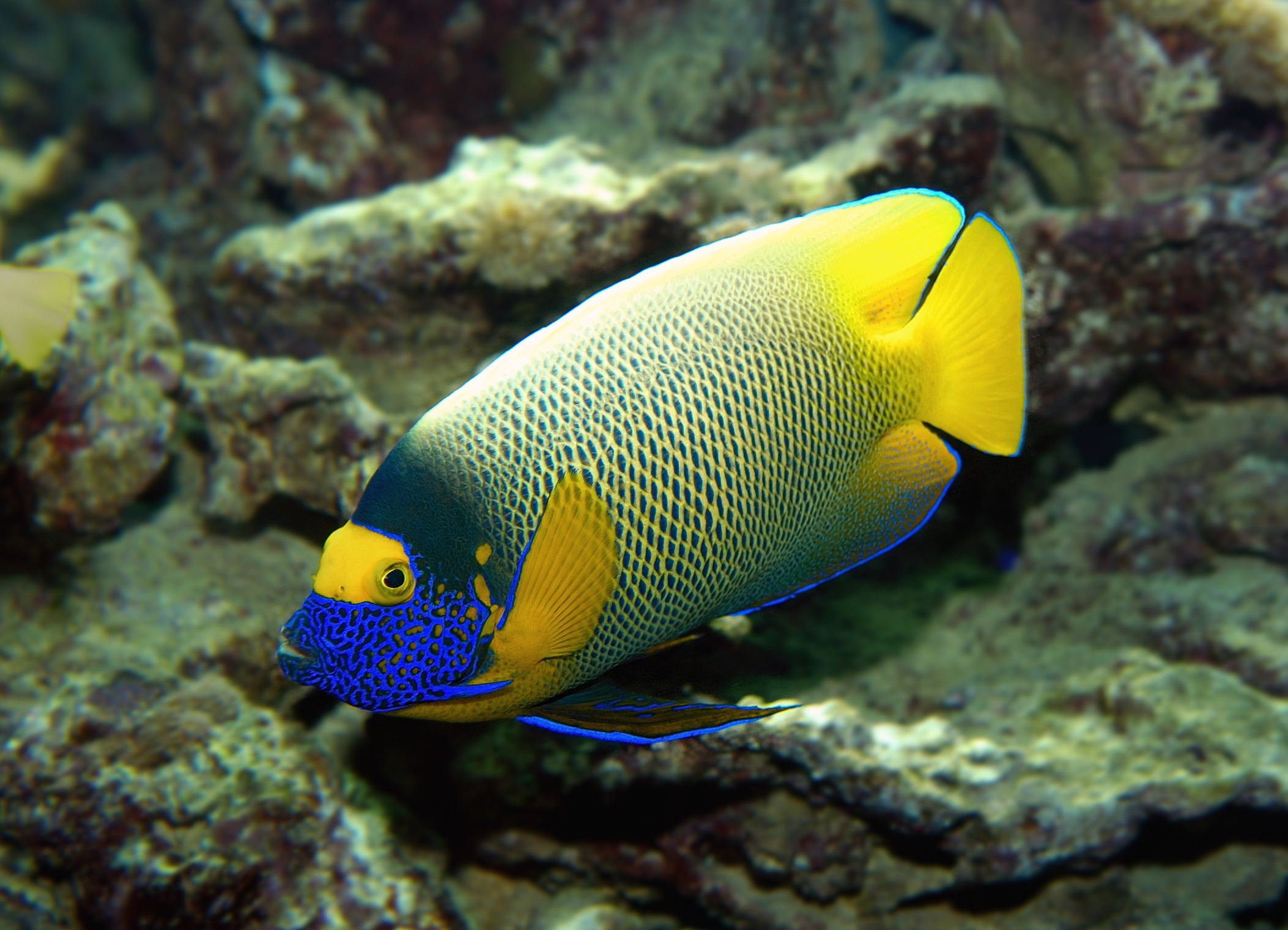
P. xanthometopon

Cá trưởng thành có thân hình bầu dục. P. imperator và toàn bộ các loài của Euxiphipops đều có vây lưng và vây hậu môn bo tròn (Euxiphipops có vây bụng dài, chạm đến hậu môn); các loài Acanthochaetodon còn lại chỉ có vây hậu môn bo tròn, còn vây lưng phát triển với các tia vây vươn dài; toàn bộ những loài còn lại đều có vây hậu môn và vây lưng phát triển với các tia vây vươn dài về sau, vượt qua cả vây đuôi.

## Sinh thái học

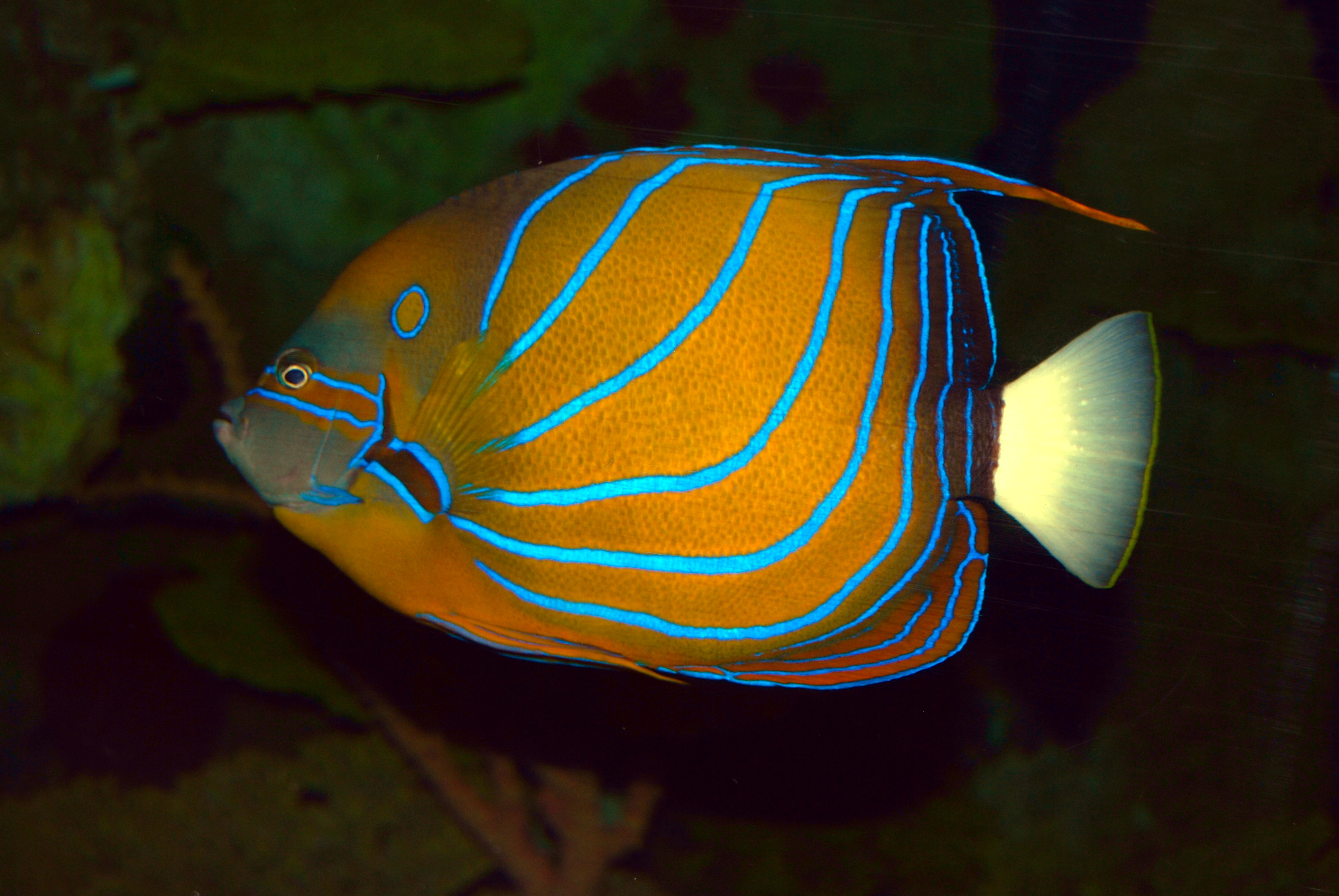
P. annularis

Thức ăn chủ yếu của các loài Pomacanthus là hải miên (bọt biển), bên cạnh đó, chúng cũng bổ sung cả tảo và nhiều loài thủy sinh không xương sống như động vật hình rêu và hải tiêu vào khẩu phần ăn của mình.
Cá con của nhóm phân chi Pomacanthus có hành vi làm vệ sinh cho những loài cá lớn hơn. Trong khi đó, ở khu vực Ấn–Thái Dương, chỉ có cá con của P. imperator được ghi nhận là có hành vi này. Không những vậy, ngay cả P. imperator trưởng thành cũng được bắt gặp trong một lần đang dọn vệ sinh cho cá mặt trăng ở ngoài khơi Indonesia.

## Lai tạp
Như những chi còn lại trong họ Cá bướm gai, nhiều loài Pomacanthus còn được biết đến là có thể lai tạp với nhau. Những cá thể lai đã được ghi nhận giữa các cặp loài sau đây:
- P. maculosus × P. asfur
- P. sexstriatus × P. xanthometopon
- P. navarchus × P. xanthometopon
- P. chrysurus × P. maculosus
- P. maculosus × P. semicirculatus
- P. chrysurus × P. semicirculatus
- P. imperator × P. chrysurus
- P. imperator × P. semicirculatus
- P. rhomboides × P. semicirculatus

## Từ nguyên
Từ định danh của chi được ghép bởi hai từ trong tiếng Hy Lạp cổ đại: poma ("nắp") và acanthus ("gai, ngạnh"), hàm ý đề cập đến hàng gai nổi rõ ở rìa sau của nắp mang (cũng là đặc điểm chung của tất cả các loài cá bướm gai).

### Trích dẫn
- Richard L. Pyle (2003). A systematic treatment of the reef-fish Family Pomacanthidae (Pisces: Perciformes) (PDF) (Tiến sĩ). Đại học Hawaii. Lưu trữ ngày 21 tháng 5 năm 2021 tại Wayback Machine